# Cheirodontops geayi
Cheirodontops geayi
Genre
Espèce
Statut de conservation UICN

 LC  : Préoccupation mineure
Cheirodontops geayi, unique représentant du genre Cheirodontops, est une espèce de poissons d'eau douce téléostéens de la famille des Characidae (ordre des Characiformes).

## Répartition
Cheirodontops geayi se rencontre en Amérique du Sud dans le bassin de l'Orénoque.

## Description
Cheirodontops geayi peut mesurer jusqu'à 40 mm, queue non comprise.

## Classification
Le genre Cheirodontops et l'espèce Cheirodontops geayi ont été décrits en 1944 par l'ichtyologiste américain Leonard Peter Schultz (d) (1901-1986),.

## Étymologie
Le nom générique, Cheirodontops, composé du genre Cheirodon et du grec ancien ὤψ, ốps, « œil ou face » (à comprendre comme « apparence »), fait probablement référence à la ressemblance de ce genre avec les espèces du genre Cheirodon dont il diffère toutefois sa ligne latérale complète.
L'épithète spécifique, geayi, a été donnée en l'honneur du pharmacien et naturaliste français Martin François Geay (d) (1859–1910), à qui l'on doit l'ouvrage « Pêches dans les affluents de l'Orinoque » rédigé en 1896–1897.

## Publication originale
- (en) Leonard P. Schultz, « The fishes of the family Characinidae from Venezuela, with descriptions of seventeen new forms », Proceedings of the United States National Museum, Washington, Inconnu, vol. 95, no 3181,‎ 6 septembre 1944, p. 235-367 (ISSN 0096-3801 et 2377-6560, OCLC 1259735, lire en ligne).